# Efraim (namn)

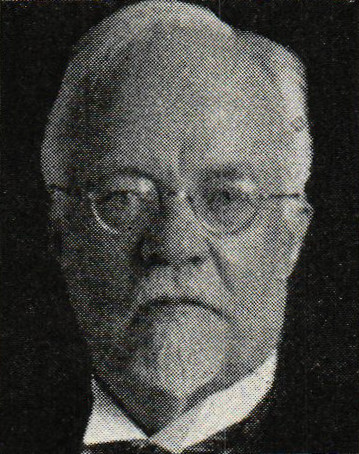
Efraim Liljeqvist.

Efraim är ett hebreiskt mansnamn som betyder "vara fruktsam" eller "den fruktbare". I Sverige finns 548 personer som bär namnet Efraim.
Namnsdag kunde firas den 14 augusti mellan 1986 och 1993. Från 1993 kunde namnet istället firas de 18 december, men försvann ur almanackan 2001. 

## Kända personer med namnet Efraim/Ephraim
- Efraim (Josefs son), en av Josefs söner i Bibeln
- Ephraim Katzir, israelisk fysiker och president
- Efraim Liljeqvist, svensk filosof

## Fiktiva
- Efraim Långstrump, fiktiv person, Pippis pappa.